# Vela als Jocs Olímpics d'estiu de 1900 - 1 a 2 tones
La competició de vela d'1 a 2 tones va ser una de les proves de vela dels Jocs Olímpics de París de 1900. Aquesta fou la tercera categoria més lleugera de les disputades en aquestes olimpíades. Es van disputar dues curses, i ambdues han estat reconegudes pel Comitè Olímpic Internacional. La primera de les curses es disputà el 22 de maig de 1900 i la segona el 25 de maig. Hi van participar 22 mariners repartits en 9 vaixells, representants de 3 nacions.

## Medallistes
| Cursa | Or                                                                         | Plata                                                                      | Bronze                                                                     |
| 1     | Lérina Bernard de Pourtalès · Hélène de Pourtalès · Hermann de Pourtalès   | Marthe Auguste Albert · Albert Duval · Charles Hugo · François Vilamitjana | Nina-Claire Jacques Baudrier · Lucien Baudrier · Dubosq · Edouard Mantois  |
| 2     | Aschenbrödel Georg Naue · Heinrich Peters · Ottokar Weise · Martin Wiesner | Lérina Bernard de Pourtalès · Hélène de Pourtalès · Hermann de Pourtalès   | Marthe Auguste Albert · Albert Duval · Charles Hugo · François Vilamitjana |

## Resultats
Els handicaps s'afegeixen al temps real de cada vaixell per tal de donar un temps ajustat real. Els handicaps no van modificar el resultat de la segona cursa, però sí el de la primera.

### Cursa 1
El vaixell Amulet va aconseguir el tercer millor temps, però va perdre la seva posició en favor del vaixell Nina-Claire, que tenia un handicap menor per ser més lleuger.
| Posició | Embarcació  | Mariners                                                      | Nació  | Temps      | Handicap | Total      |
| ------- | ----------- | ------------------------------------------------------------- | ------ | ---------- | -------- | ---------- |
| Or      | Lérina      | Bernard de Pourtalès Hélène de Pourtalès Hermann de Pourtalès | Suïssa | 1h 47' 10" | 28' 22"  | 2h 15' 32" |
| Plata   | Marthe      | Auguste Albert Albert Duval Charles Hugo François Vilamitjana | França | 1h 50' 05" | 26' 39"  | 2h 17' 29" |
| Bronze  | Nina-Claire | Jacques Baudrier Lucien Baudrier Dubosq Edouard Mantois       | França | 2h 00' 42" | 25' 46"  | 2h 26' 28" |
| 4       | Amulet      | Eugène Laverne Henri Laverne                                  | França | 1h 59' 23" | 27' 33"  | 2h 26' 56" |
| 5       | Ducky       | Marcel Moisand                                                | França | 2h 02' 52" | 28' 22"  | 2h 31' 14" |
| 6       | Freia       | Warenhorst                                                    | França | 2h 08' 08" | 25' 46"  | 2h 33' 54" |
| 7       | Mamie       | Texier I Texier II                                            | França | 2h 32' 43" | 19' 47"  | 2h 52' 30" |
| 8       | Alcyon      | Lecointre                                                     | França | 2h 36' 44" | 28' 22"  | 3h 05' 06" |

### Cursa 2
La segona cursa es disputa amb un vaixell més a la línia de sortida, el vaixell alemany Aschenbrödel. El dia abans no se li havia permès prendre la sortida a la prova de ½ a 1 tona perquè el vaixell era massa pesat i superara la tona de pes màxim per poder competir a la categoria. En aquesta classe la tripulació alemanya tripulava el vaixell més lleuger, i amb tot i això vencé fàcilment. El seu baix handicap sols serví per eixamplar la diferència entre ells i l'equip suís.
| Posició | Embarcació   | Mariners                                                      | Nació    | Temps      | Handicap | Total      |
| ------- | ------------ | ------------------------------------------------------------- | -------- | ---------- | -------- | ---------- |
| Or      | Aschenbrödel | Georg Naue Heinrich Peters Ottokar Weise Martin Wiesner       | Alemanya | 2h 54' 36" | 14' 43"  | 3h 09' 19" |
| Plata   | Lérina       | Bernard de Pourtalès Hélène de Pourtalès Hermann de Pourtalès | Suïssa   | 3h 12' 49" | 22' 25"  | 3h 35' 14" |
| Bronze  | Marthe       | Auguste Albert Albert Duval Charles Hugo François Vilamitjana | França   | 3h 16' 45" | 21' 04"  | 3h 37' 49" |
| 4       | Nina-Claire  | Jacques Baudrier Lucien Baudrier Dubosq Edouard Mantois       | França   | 3h 49' 56" | 20' 21"  | 4h 10' 17" |
| 5       | Freia        | Warenhorst                                                    | França   | 3h 52' 45" | 18' 37"  | 4h 11' 22" |
| 6       | Mamie        | Texier I Texier II                                            | França   | 4h 14' 26" | 15' 42"  | 4h 30' 08" |
| 7       | Ducky        | Marcel Moisand                                                | França   | 4h 25' 42" | 22' 25"  | 4h 48' 07" |
| —       | Amulet       | Eugène Laverne Henri Laverne                                  | França   | DNF        | DNF      | DNF        |
| —       | Alcyon       | Lecointre                                                     | França   | DNF        | DNF      | DNF        |

DNF: No finalitza la cursa